# اندیس مس سیاه جنگل
مس سیاه جنگل یک اندیس فلزی است که در  استان سیستان و بلوچستان قرار دارد و مادهٔ معدنی موجود در آن، مس است.  